# 宾加
宾加（Bhinga），是印度北方邦Shrawasti县的一个城镇。总人口20400（2001年）。

## 人口
该地2001年总人口20400人，其中男性10729人，女性9671人；0—6岁人口3737人，其中男1884人，女1853人；识字率45.29%，其中男性为52.73%，女性为37.04%。